# Oleh Tschuschda (Radsportler, 1963)
Oleh Petrowytsch Tschuschda (ukrainisch: Олег Петрович Чушда; * 23. Juli 1963 in Kiew) ist ein ehemaliger ukrainischer Radrennfahrer, der in der Sowjetunion aktiv war und Weltmeister im Radsport wurde.

## Sportliche Laufbahn
Mit 10 Jahren begann er auf Initiative seines Vaters mit dem Radsport. Mit 14 Jahren gewann er die Schülermeisterschaft der Ukraine, mit 17 Jahren wurde er Mitglied der Nationalmannschaft der Junioren.
Tschuschda wurde 1980 Weltmeister der Junioren im Mannschaftszeitfahren. 1981 wurde er Vize-Weltmeister der Junioren hinter Beat Schumacher beim Rennen in Grimma in der DDR. 1982 gewann er die nationale Meisterschaft im Mannschaftszeitfahren. Er wurde für den sowjetischen Vierer nominiert, der dann im August bei den UCI-Straßen-Weltmeisterschaften Bronze gewann.
1983 feierte seinen größten Erfolg als Amateur, als er mit Sergei Nawolokin, Juri Kaschirin und Oleksandr Sinowjew Weltmeister im Mannschaftszeitfahren in der Schweiz wurde. Zuvor hatte er die Vuelta Ciclista a Navarra gewonnen. Im Mai wurde er in der Internationalen Friedensfahrt hinter Falk Boden Zweiter. 1990 wurde er 34. der Rundfahrt.
1984 holte er sich den Gesamtsieg im Milk Race, wobei er auch drei Etappen gewann. Zum Ende der Saison gewann er noch einen Tagesabschnitt der Bulgarien-Rundfahrt. 1985 kam erneut ein Etappensieg im Milk Race dazu. 1986 gewann er die Sotschi-Rundfahrt mit zwei Etappensiegen. Das polnische Etappenrennen Memorial Colonel Skopenko gewann er 1987.
1992 wurde er Berufsfahrer im spanischen Radsportteam Seur. Seinen einzigen Sieg als Profi holte er in der Alentejo-Rundfahrt 1992, als er einen Tagesabschnitt gewann. 1994 beendete er seine Laufbahn im Radsportteam Deportpublic.

## Familiäres
Er ist der Vater des Radprofis Oleh Tschuschda.